# Stade municipal de Nyíregyháza
 (avril 2025).
Le stade municipal de Nyíregyháza en Hongrie est un stade de football et d'athlétisme, inauguré en 1958. En hongrois son nom est le Városi Stadion, qui signifie littéralement Stade de la ville. Sa capacité est de 10 500 places assises.
C'est le stade du Nyíregyháza Spartacus Football Club.